# 便宜置籍船
| 便宜置籍国                       | 船籍港         | 管理組織 |
| -------------------------------- | -------------- | -------- |
| アンティグア・バーブーダ         | セントジョンズ | ADOMS    |
| ベリーズ                         | ベリーズシティ | IMMARBE  |
| ボリビア                         | ラパス         |          |
| バハマ                           | ナッソー       |          |
| カンボジア                       | プノンペン     | ISROC    |
| キプロス                         | リマソール     | DMS      |
| ケイマン諸島                     | ジョージタウン |          |
| コモロ                           | モロニ         |          |
| ドミニカ国                       | ロゾー         | DMRI     |
| ジョージア                       | ポティ         |          |
| ホンジュラス                     | サン・ロレンソ |          |
| ジャマイカ                       | モンテゴ ベイ  | JSR      |
| キリバス                         | タラワ         |          |
| リベリア                         | モンロビア     | LISCR    |
| マルタ                           | バレッタ       |          |
| マーシャル諸島                   | マジュロ       | IRI      |
| モンゴル                         | ウランバートル |          |
| パナマ                           | パナマ         | SEGUMAR  |
| セントクリストファー・ネイビス   | バセテール     | SKANR    |
| セントビンセント・グレナディーン |                |          |
| シエラレオネ                     | フリータウン   |          |
| タンザニア                       | ザンジバル     | TZIRS    |
| ツバル                           | フナフティ     |          |
| トンガ                           |                |          |
| トーゴ                           |                |          |
| バヌアツ                         | ポートビラ     | VMSL     |

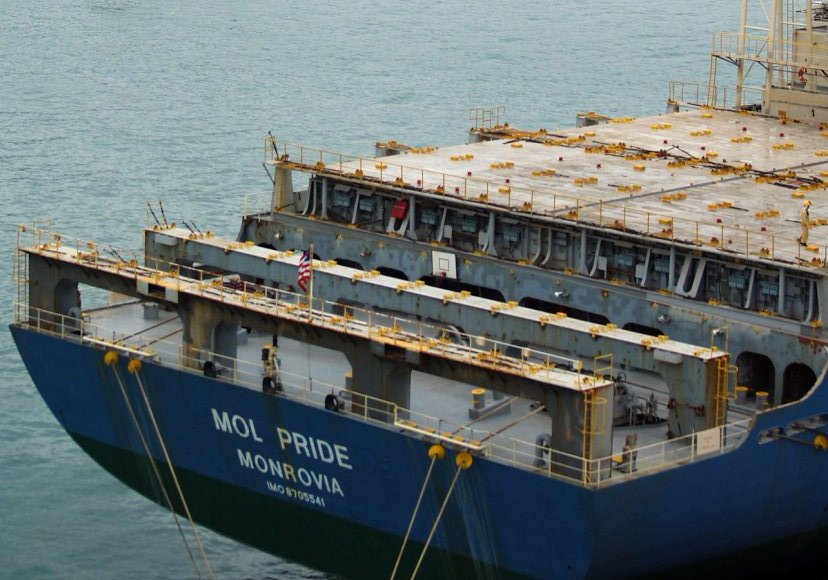
リベリアで登録されている商船三井のMOL PRIDE

便宜置籍船（べんぎちせきせん、英: flag of convenience ship, FOC）とは、その船の事実上の船主の所在国とは異なる国家に船籍を置く船をいう。実質的な所有主の国籍国の船旗ではなく、便宜的に船籍を置いた他国の旗を付けて運航されている。

## 概要
船主は所有船を国家に登録しなければならない（船籍）。船主の国籍が所在する国家に船籍登録するのが本来である。しかし、外国国籍の船主による船籍登録を認めている国家（オープン・レジストリー）があり、そのような国に便宜的に船籍登録するのが便宜置籍船である。外国の船主が船籍国へ直接に船籍登録する単純な方式のほか、実質的な船主が出資して、船を所有するためだけの実態を持たないペーパーカンパニーを置籍国に設立して名目上の船主とする方式が広く用いられる。船舶の所有・置籍に課す税金を低く抑えたり（タックス・ヘイヴン）、乗員の国籍要件等に関する規制を緩やかにする誘致政策によって、便宜置籍船が多く発生している。
便宜置籍船の歴史は、1910年代にスペインやアメリカ合衆国の商船が、本国の課税や法規制を逃れるためにパナマに船籍登録したことに始まる。パナマ政府も便宜置籍船による外国船誘致に着目し、1925年に外国船主による船籍登録を広く認めた。第二次世界大戦後にリベリアもパナマと同様に外国船籍誘致政策を執り、1949年にギリシャ系の船主が最初のリベリア船籍の便宜置籍船を登録した。
日本では、ニクソンショック以降の1970年代、大手海運業者を中心に運航コストの米ドル化を図るために便宜置籍船が増加した。
便宜置籍国・便宜置籍船国としては、パナマやリベリアの他に、バハマ、マルタ、キプロスなどの小国が同様の政策を執り、利用されている。加えてアンティグア・バーブーダ、カンボジア、キリバス、ジョージア、セントビンセント・グレナディーン、ツバル、モンゴル国、ベリーズ、ホンジュラス、ボリビア、シエラレオネなども便宜置籍国である。モンゴル国とボリビアは、海岸線を領土に持たない内陸国である。
便宜置籍船国はTOKYO MOUやPARIS MOUの独自の検査結果により、ブラックリスト、グレーリスト、ホワイトリストの三つのカテゴリーに分類できる。便宜置籍船国は非難されることがあるが、ホワイト・リストの船籍国は国際条約を順守していると評価される。ブラック・リストの船籍国は国際条約を順守していないと評価される。分類基準は旗国に登録されている船舶の過去3年間のデータで評価される。ポートステートコントロールはブラック・リストの船籍船を優先的に検査する。この評価システムにより比較的に良いと判断できる旗国はホワイト・リストに留まる努力をしている。
パナマについては、ノリエガ将軍が米国と対立した際、パナマ籍船にも何らかの制裁が課されるのでは、との思惑から、船主がその支配船の籍を他の国に移す動きもあった。

## 国際法上の位置付け
第二次世界大戦後に便宜置籍船が増加したことに対応するため、1958年の公海に関する条約第5条、1982年採択の国連海洋法条約第91条では、国籍国と船舶の間には「真正な関係が存在しなければならない」と定められた。しかし、これらの条約では「真正な関係」について具体的な要件の定義がされず、船籍を付与する国の法令に委ねられていた。
その後、1986年に採択された船舶登録要件に関する国際連合条約により、初めて「真正な関係」の具体的要件が規定された。同条約では船籍国に船舶の所有者である法人やその子会社・営業所がある場合のほか、船籍国国籍の代理人か管理担当者である法人が存在する場合にも船籍登録が許容された（同条約第10条）。船籍登録に必要な船籍国民（法人を含む）の船舶所有に関する参加の具体的水準は各国の法令に委ねられ、船籍国民の資本参加までは要求されておらず（同条約第8条）、船員の国籍についても十分な部分を船籍国民とする原則を勧告的に尊重させるに留めて、外国人船員の乗船を許容した（同条約第9条）。これらは便宜置籍船の現状を追認する内容で、国際的な海運取引に何らの影響も与えない結果となった。

## 問題点
旗国主義との関係で、実質的な船主の国の法規制が便宜置籍船には原則として及ばない。そのため、一部の船主がこの制度を悪用して、乗組員の処遇を他の国と比較して極端に低く抑えたりすることが国際的に問題となっている。先進国の船主が便宜置籍船を利用して自国の法規制を逃れて商船の運用コストを抑えているところ、自国海運の育成を図る発展途上国は、船籍国の資本参加や船籍国民の乗船を船籍登録の要件として便宜置籍船の規制を強化することで先進国の国際競争力を削ごうとしたが、#国際法上の位置付けで前述のとおり、1986年に採択された船舶登録要件に関する国際連合条約では現状が追認された。
管理・監督が甘い便宜置籍船国（TOKYO MOUやPARIS MOUでブラック・リストになっている旗国）に登録された船が、麻薬や兵器の輸送、国際水域において違法漁業などさまざまな問題が起きている。ブラック・リストの便宜置籍船国 (旗国)に登録された船はサブスタンダード船である比率が非常に高い。結果として国際条約を順守していないサブスタンダード船としてポートステートコントロールから出港停止命令を受ける船が多い。
便宜置籍船は主に外航海運で注目されているが、漁業においても国際漁業協定に加盟していない国に船籍を置くことによって、捕獲規制対象になっている魚種を捕獲している便宜置籍船が存在しており、国際的な問題になっている。
経済制裁を回避する手段に用いられている問題もある。北朝鮮が登録料や税金を安く設定し、外国船舶に北朝鮮船籍を認めるビジネスを行っており、元手要らずで毎年更新料という定期的な外貨稼ぎが見込めるため、国際連合の経済制裁下で外貨収入が先細る北朝鮮が好んでいる。また、北朝鮮がタンザニアなど逆に外国の船籍を取得して、複数の便宜置籍船舶を運用し、国連制裁で禁止されている密漁や貿易を隠すのに用いていることも判明している。

## 関連書籍
- 逸見真『便宜置籍船論』信山社、2007年、ISBN 4797210338
- 篠原陽一『現代の船員と海運』船員問題研究会編、成山堂書店、1987年1月、ISBN 4425371011